# 藍翅黃森鶯
藍翅黃森鶯（學名：Protonotaria citrea）是一種細小的鳴禽，其屬於林鶯科，是藍翅黃森鶯屬下的惟一成員。
藍翅黃森鶯長十三厘米，重十二克半。其背部為橄欖色，雙翼與尾巴為藍灰色，腹部呈黃色，並有著頗長的尖喙與黑腿。成年雄性有著光亮的橙黃色頭部；雌性與幼雀則有著較陰沉的黃色頭部。 
其於南加拿大與美國東部的沼澤地裡的硬材樹的樹洞裡築巢，並在其上孵蛋，而其有時亦會使用絨毛啄木鳥使用過的樹洞為鳥巢。雄性藍翅黃森鶯通常會在其領土裡建造數個未完成且不會使用的鳥巢；而雌性的則會建造真正的鳥巢。其在冬季時會遷移至西印度群島、中美洲與南美洲北部。
其理想棲息地為伴陪著濃密樹林的小河流域，其主要於低層葉簇裡補捉昆蟲與蝸牛作食物。
其歌聲為大聲且重覆的「啁－啁－啁－啁」（tweet-tweet-tweet-tweet）。
藍翅黃森鶯的數量因為棲息地的失去而不斷減少。除此之外，棕頭牛鸝（Molothrus ater）經常將自己的鳥蛋寄居於其鳥巢裡，使得其幼兒所獲得的照顧減少；而且其亦面臨著莺鹪鹩（Troglodytes aedon）對鳥巢選址的競爭。
其名源自羅馬天主教會的首席書記官（拉丁文：protonotarii），因為首席書記官身上披著金色的外袍，與其外表相似。

## 外部連結
- 藍翅黃森鶯的影片 (Prothonotary Warbler videos)位於網路雀鳥資料收藏站 (Internet Bird Collection)

## 資料來源
- 藍翅黃森鶯的图片